# Postpaid
Postpaid is de benaming die wordt gegeven aan diensten die verleend worden waarvoor achteraf betaald wordt. Meestal is hier sprake van sms-, bel- of internetbundels. Postpaid is de tegenhanger van prepaid, waar men vooraf heeft betaald.
Voor een postpaid-abonnement betaalt de klant maandelijkse abonnementskosten. Met een dergelijk abonnement kan een klant onbeperkt gebruikmaken van bepaalde diensten. Wanneer men geen- of minder dan de vooraf afgesproken hoeveelheid verbruikt (aantal belminuten, sms-berichten of hoeveelheid dataverbruik) betaalt men slechts de abonnementskosten. Verbruikt men meer dan de afgesproken bundel dan komen deze extra gemaakte kosten bij het abonnementsgeld. Een postpaid-abonnement wordt meestal voor de periode van 1 of 2 jaar afgesloten maar een contract met een looptijd van 1 maand is ook mogelijk.

## Voor- en nadelen
Voordelen
- Bij het afsluiten van een postpaid-abonnement kan de klant vaak een gratis en goedkoper toestel uitzoeken.
- De gebruikskosten zijn relatief goedkoper dan bij prepaid (mits men veel gebruikt).
- De hoogte van de (maandelijkse) kosten zijn in principe vooraf bekend (mits binnen bundel)

Nadelen
- Men zit aan een contract vast.
- Maandelijkse abonnementskosten. Wanneer men weinig belt of sms't is prepaid voordeliger.